# Варшавский, Яков Михайлович
Я́ков Миха́йлович Варша́вский (8 сентября 1917, Полтава — 3 января 2015, Солт-Лейк-Сити) — советский и американский физикохимик и биохимик, доктор химических наук, профессор.

## Биография
Родился в семье Михаила Яковлевича Варшавского (1884—?), уроженца Миргорода, и Цили Исааковны Гроссман (1884—?), родом из Полтавы. Окончил химический факультет МГУ в 1939 году (учился в одной группе с Я. М. Колотыркиным и М. И. Тёмкиным). В армии — с 1939 года (с 1941 года — на фронте), служил в танковых войсках, младший лейтенант, был демобилизован после тяжёлого ранения в 1943 году. Его старший брат, офицер черноморского флота Исаак Варшавский, погиб в 1943 году под Севастополем.
После войны принимал участие в создании атомной бомбы. В 1950-х годах занялся биохимией, работал научным сотрудником в НИФХИ им. Л. Я. Карпова. Был старшим научным сотрудником, профессором и заведующим лабораторией в Институте молекулярной биологии АН СССР. Из-за невозвращения сына из научной командировки в Финляндию в 1977 году был исключён из КПСС (впоследствии восстановлен).
Научные труды по применению масс-спектроскопии в изучении структуры аминокислот и белков. Перевёл ряд монографий по химии с английского языка.
С 1991 года — в Солт-Лейк-Сити.

## Семья
- Жена (с 1942 года) — врач Мэри Борисовна Цейтлина (1920—2015), родом из Екатеринослава.
  - Сын — Александр Варшавский (род. 1947), биохимик.
  - Дочь — Марина Варшавская (род. 1954)[8].

## Книги
- Институт молекулярной биологии. М.: Наука, 1971.
- Academy of Sciences of the USSR: Institute of Molecular Biology (с А. Е. Браунштейном и Т. В. Венкстерн). М.: Наука, 1972.